# Ringtheater
Ringtheater – nieistniejący obecnie teatr, który mieścił się przy Schottenring 7, w Wiedniu, w Austrii. Gmach teatru spłonął w 1881.
Teatr na 1700 miejsc wzniesiono w latach 1872–1874 wg projektu Emila von Förstera. Ze względu na niewielką działkę budowlaną, w celu pomieszczenia znacznej liczby osób architekt zdecydował się na stosunkowo wysoki budynek, w którym 17 stycznia 1874 nastąpiła inauguracja działalności Opery Komicznej. Jej dyrektorem został Albin Swoboda. Początkowo teatr miał lekki repertuar w przeciwieństwie do Staatsoper. Od września 1878 w przemianowanym na Ringtheater budynku zaczęto wystawiać włoskie i niemieckie opery. 8 grudnia 1881 na krótko przed rozpoczęciem przedstawienia Opowieści Hoffmanna teatr zajął się ogniem. W pożarze straciło życie 386 osób. W wyniku tej katastrofy, w 1882 uchwalono nowe przepisy dotyczące budowy teatrów.

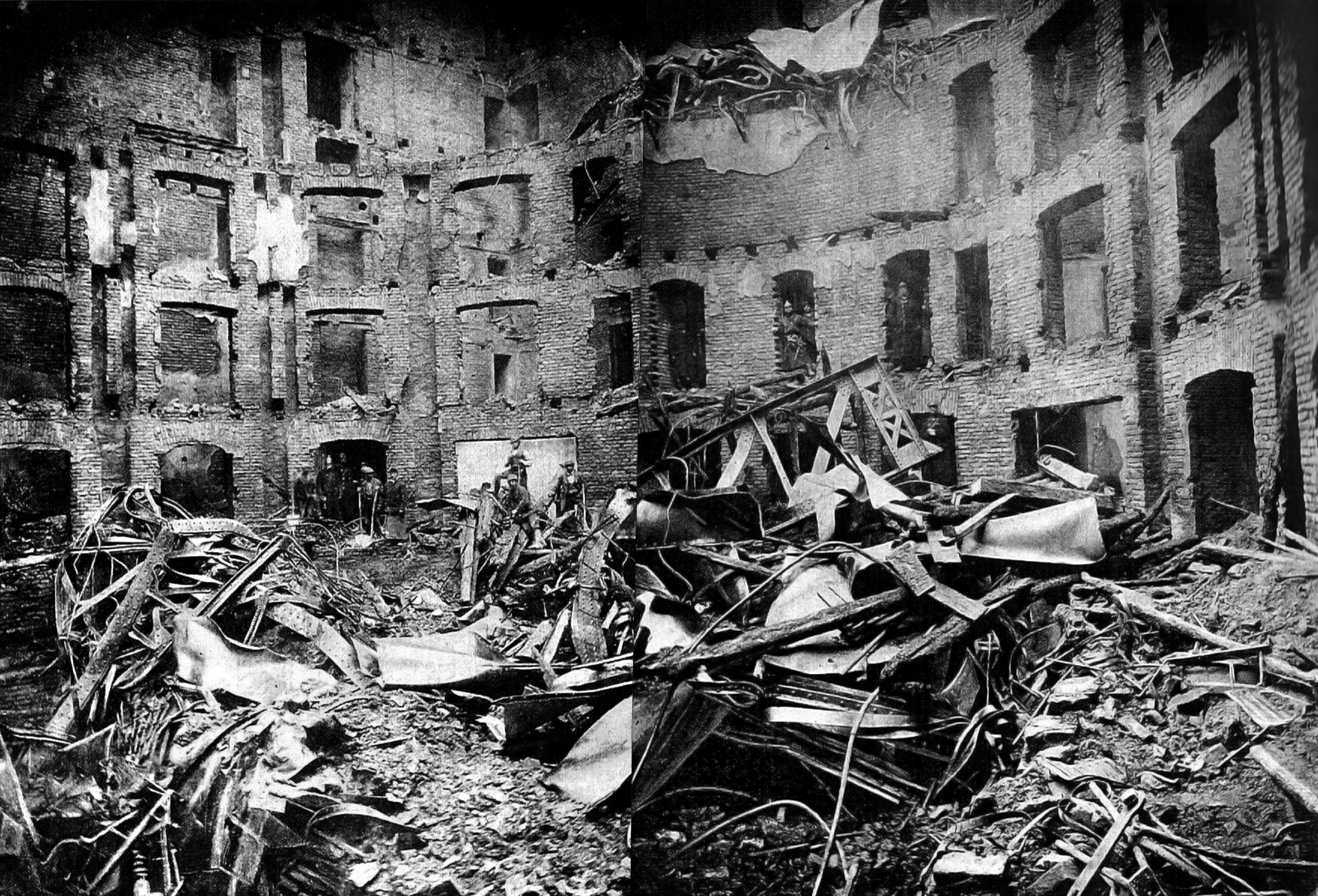
Ruiny teatru (1881)

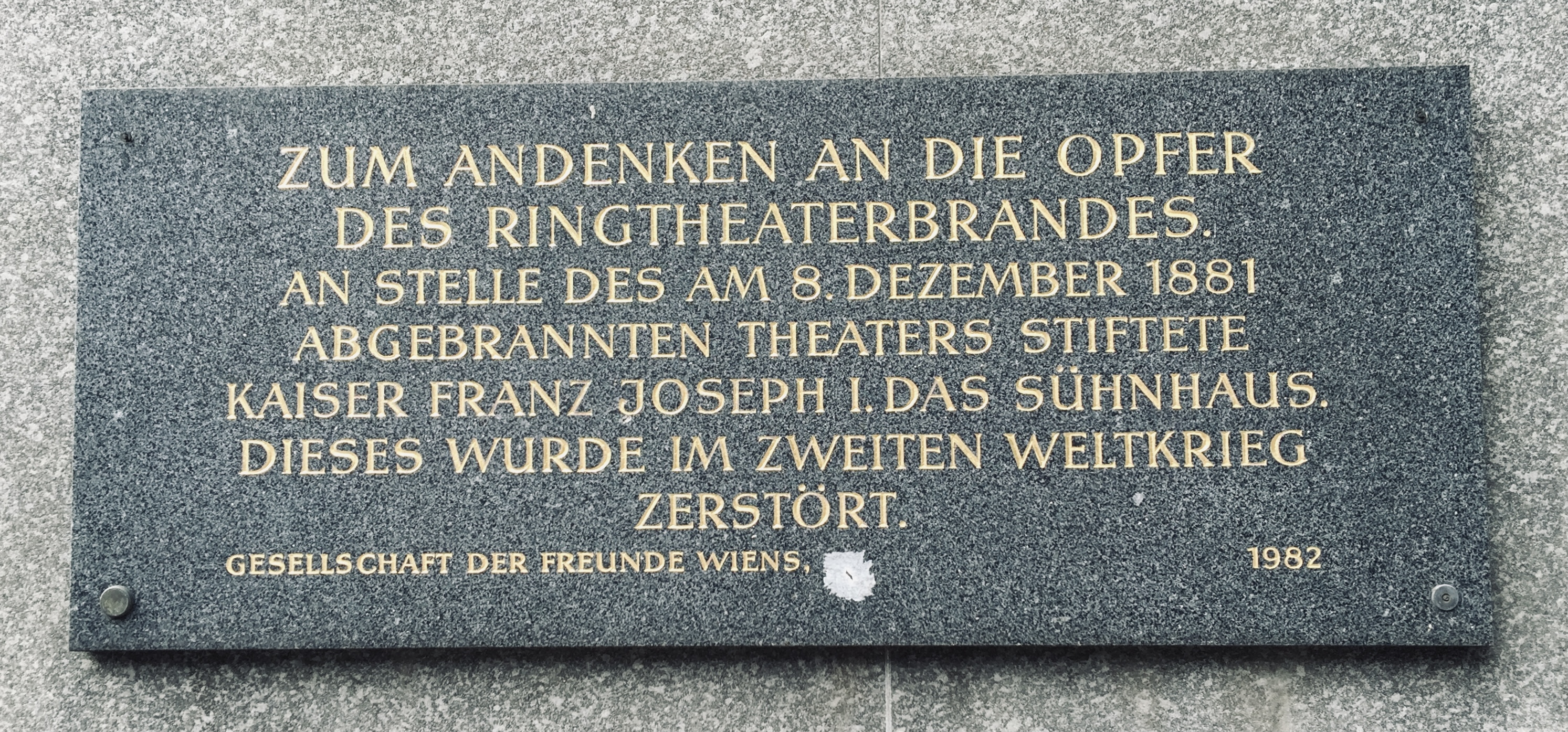
Tablica pamiątkowa na miejscu nieistniejącego Ringtheater w Wiedniu

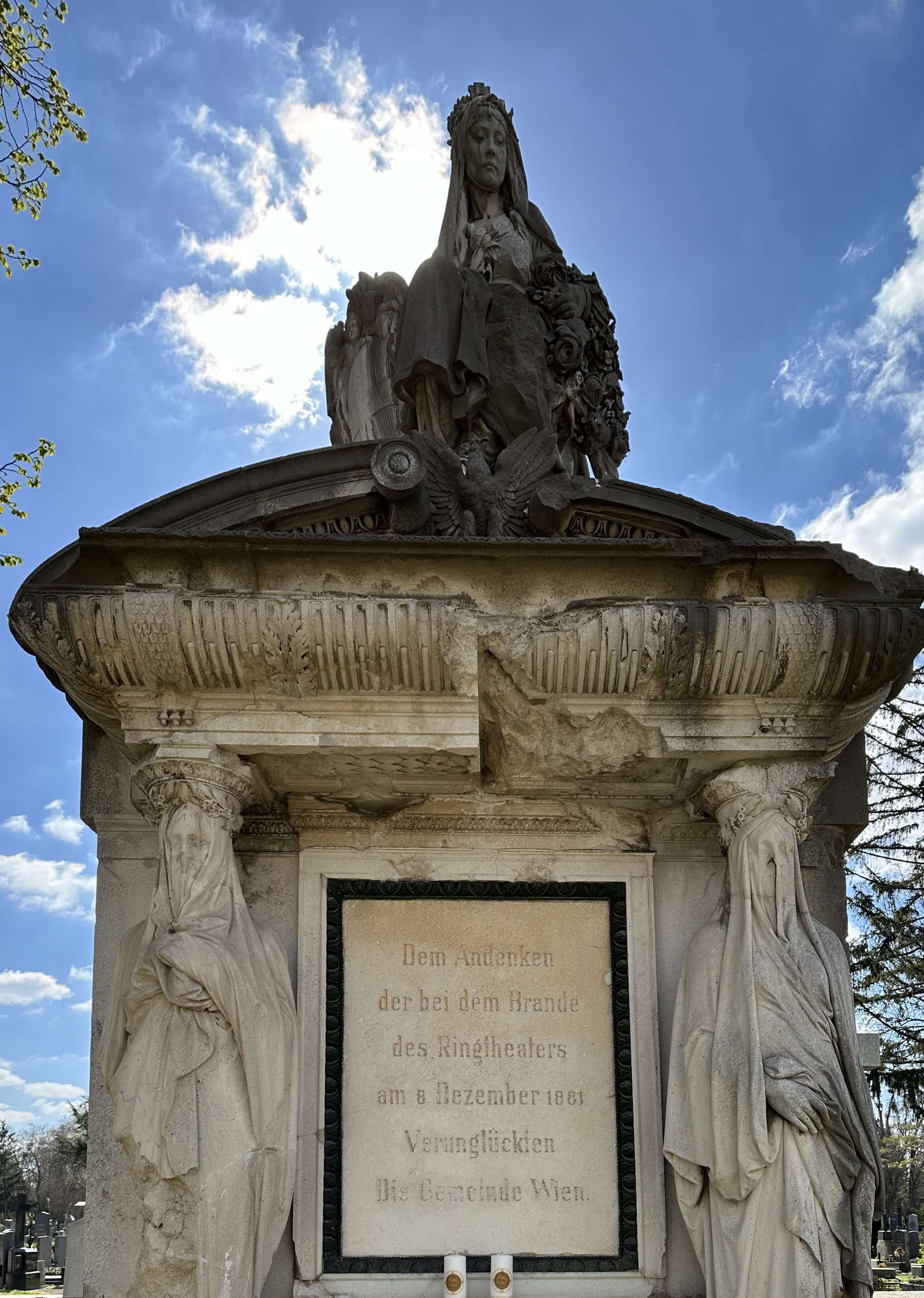
Pomnik nagrobny na cmentarzu centralnym w Wiedniu dedykowany 386. ofiarom pożaru Ringtheater

Na miejscu spalonego teatru z prywatnych środków cesarza Franciszka Józefa I powstał tzw. Sühnhaus – budynek czynszowy. Dochody z jego wynajmowania przeznaczano na cele dobroczynne. W konsekwencji poważnych uszkodzeń w trakcie działań wojennych w 1945,  został zburzony w 1951, a następnie w latach 1969–1974 na jego miejscu wzniesiono budynek dla potrzeb policji. Na jego murze umieszczono tablicę pamiątkową przypominającą spalony teatr. Zachowane rzeźby z fasady Ringtheater znajdują się obecnie w Pötzleinsdorfer Park w Wiedniu.